# Palazzo Borghesi
Palazzo Borghesi, anche Palazzo Borghesi alla Postierla, è un edificio storico di Siena, all'angolo tra via di Città e via San Pietro, di fianco alla piazza di Postierla detta anche i Quattro Cantoni.

## Storia e descrizione
Palazzo di origine medievale, fatto costruire nella prima metà del Duecento, subì rimaneggiamenti nella seconda metà del XV secolo per venire ristrutturato tra il 1513-1514 dalla famiglia Borghesi del Monte dei Nove. Il palazzo presenta numerosi elementi innovativi per l'architettura senese del Cinquecento.
Nel 1513 la facciata di palazzo Borghesi fu decorata con scene mitologiche dal pittore senese Domenico Beccafumi, in competizione con Il Sodoma che decorò la facciata del vicino palazzo Bardi. Entrambe le decorazioni sono andate perdute.
Anticamente, come ricorda una cronaca del 1283, il palazzo era collegato da un cavalcavia con l'antistante Torre dei Forteguerri, facilitandone l'accesso e controllando così anche il passaggio nella via sottostante della famiglia rivale degli Incontri, residenti in via di Stalloreggi. La torre era sorta, come avamposto a difesa dell'antica Porta Oria nella prima cerchia muraria, divenuta poi porta secondaria nel Basso Medioevo e quindi "postierla".